# Terror Twilight
| Оценки критиков               | Оценки критиков             |
| Источник                      | Оценка                      |
| ----------------------------- | --------------------------- |
| AllMusic                      | [ 2 ]                       |
| Entertainment Weekly          | B+                          |
| The Guardian                  | [ 4 ]                       |
| Los Angeles Times             | [ 5 ]                       |
| Melody Maker                  | [ 6 ]                       |
| NME                           | 8/10                        |
| Pitchfork                     | 9.2/10 (1999) 7.5/10 (2019) |
| Rolling Stone                 | [ 10 ]                      |
| The Rolling Stone Album Guide | [ 11 ]                      |
| Spin                          | 6/10                        |
| The Village Voice             | A−                          |

Terror Twilight — пятый студийный альбом американской инди-рок-группы Pavement, выпущенный 8 июня 1999 года на лейбле Matador Records в США и Domino Recording Company в Великобритании.
Продюсером Terror Twilight выступил Найджел Годрич, который надеялся создать альбом с более «удобоваримым» звучанием — сделав ставку на более широкую аудиторию. Однако, группа приняла «в штыки» некоторые из его творческих решений, и впоследствии фронтмен Стивен Малкмус выражал недовольство по поводу результата. Несмотря на это запись была расхвалена критиками. После завершения турне в поддержку альбома Pavement распались. В 2022 году Matador выпустил его расширенное переиздание — Terror Twilight: Farewell Horizontal.

## Запись
Продюсером альбома выступил британский продюсер Найджел Годрич, прославившийся сотрудничеством с Radiohead, Beck и R.E.M.. Годрич, будучи фанат Pavement, согласился на продюсировать диск даже предварительно не встретившись с группой. Надеясь помочь им найти более широкую аудиторию, он хотел сделать альбом более «удобоваримым» и «привлёк бы людей, которых оттолкнула красивая небрежность других записей Pavement». По словам фронтмена группы Стивена Малкмуса, Годрич отказался от гонорара, попросив только процент от продаж. Однако музыкант уточнил: «Конечно, мы заплатили за студийное время, которое начало дорожать. Потому что у Годрича были свои, э-э, стандарты».
Группа начала работу в студии группы Sonic Youth, расположенной в нижнем Манхэттене. Однако Годрич счёл её функционал скудным и группа перебралась в RPM Studios, рядом с Вашингтон-Сквер-парком, где когда-то работали Beastie Boys, где, по оценкам Малькмуса, было записано три четверти альбома. Доминик Меркотт из THe High Llamas сыграл партии ударных на в двух треках, из-за временного отсутствия Стива Уэста; Также, на одном треке сыграл Малкмус. Овердаббинг и корректировки происходили в Лондоне — на RAK Studios и в студии Годрича Shebang. Гитарист Radiohead Джонни Гринвуд сыграл на губной гармонике в песнях «Platform Blues» и «Billie». Годрич свёл пластинку на студии Mayfair Studios.
По словам перкуссиониста Боба Настановича, Годрич боролся с небрежным подходом группы и требовал большее количество дублей, чем они привыкли. Хотя Настанович сказал, что Годрич принял «серьёзный вызов» и «хорошо поработал», он чувствовал, что продюсер взаимодействует только с Малькмусом и не обращает внимания на других музыкантов. Через несколько дней Настанович понял, что Годрич не знает его имени. Группа плохо знала новый материал, так как им полностью занимался Малкмус. Гитарист Скотт Каннберг был недоволен тем, что фронтмен не был заинтересован в работе над песнями, написанными Каннбергом, и отмечал, что запись этого альбома была самой трудной в карьере группы.
Дилемма о порядке композиций в альбоме привела к конфликту. Годрич хотел начать пластинку с «Platform Blues» и закончить «Spit on a Stranger»; он считал, что она должна начинаться с «более длинной и сложной песни, чтобы задать темп», похожий на альбом Radiohead OK Computer (1997). Однако группа хотела начать с «более лёгкой» песни. Малкмус вспоминал: «Найджел заявил: „Я сыт этим по горло. Это неправильный шаг. Мы записали стоунер-альбом, а вы останавливаетесь на полпути“. Наверное, он был прав».

## Содержание
Многие из песен Terror Twilight были предварительно сыграны на двух сольных концертах Малькмуса в Калифорнии, состоявшихся 12-13 августа 1998 года. В их число входили «Ann Don’t Cry», «Carrot Rope», «Spit On A Stranger», «Platform Blues», «You Are The Light», «Folk Jam», также ещё два, которые до сих пор не были выпущены («Civilized Satanist», в котором использовался сэмпл из творчества рок-группы Moby Grape, и «Dot Days»).
На этих концертах Малкмус играл на электрогитаре под минусовку домашних демозаписей. Стиль записей был похож на те, что были включены в сборник At Home with the Groovebox («Robyn Turns 26» и «Watch Out!»), би-сайдах сингла «Spit on a Stranger» («Rooftop Gambler» и «The Porpoise And The Hand Grenade»), а также демоверсию «Major Leagues» из мини-альбома Major Leagues.
Аранжировка песни «The Hexx» представляла собой более тихую, медленную версию диссонансного джема, которая часто звучала в турне Brighten The Corners Tour. Pavement записал более быструю и громкую версию во время сессий Brighten the Corners — фактически, в какой-то момент «The Hexx» должен был стать первым треком на этом альбоме. Эта запись была отредактирована, переименована в «…And Then» и выпущена в качестве би-сайда на сингле «Spit on a Stranger». Оригинальную полноформатную версию можно найти на сборнике Brighten The Corners: Nicene Creedence Edition. Сингл-версия песни также фигурирует среди восьми бонус-треков на виниловом издании Creedence Edition.
На обложке оригинального альбома последнего трек, «Carrot Rope», указан как «… And Carrot Rope». Это альтернативное название песни было возрождено для переиздания пластинки под заголовком Quarantine the Past (2010), выпуск которого был приурочен ко Дню музыкального магазина, однако в этой версии песня фигурирует в качестве пятого трека первой стороны.
Первоначальные британское издание альбома поставлялись вместе с бонусным компакт-диском, который содержал альбом с краткими комментариями к каждому треку; видео, в котором Стивен Малкмус записывает комментарии вместе с другими музыкантами, можно увидеть на DVD Slow Century. Помимо этого диск включал видеоклипы на песни «Stereo» и «Shady Lane» из предыдущего альбома Pavement, Brighten the Corners, а также фрагмент домашних съёмок, с некоторыми кадрами, которые также можно увидеть на Slow Century.
Название альбома было придумано Настановичем, музыкант так описал его значение: «Страшные сумерки — это короткий промежуток между закатом и сумерками; это время считается самым опасным для стоящих в пробках, потому что половина людей включает фары, а другая половина — нет. Именно тогда происходит большинство несчастных случаев». Первоначальным он предлагал название «Farewell Horizontal», но сам же отклонил его, сказав: «я ни за что не собирался участвовать в турне „Farewell Horizontal“ следующий год напролёт».

## Наследие
Terror Twilight был последним альбомом Pavement перед распадом группы. Годрич сказал, что во время записи он «почувствовал, что это конец», и что «у музыкантов были полярные взгляды». Поклонники восприняли строки «Ущерб нанесён / Мне больше не весело» из «Ann Don’t Cry» как завуалированную ссылку на распад группы.
Pavement организовали турне в поддержку альбома, в течение которого отношения внутри группы испортились, особенно между Малкмусом и другими музыкантами. После их выступления на фестивале Coachella в 1999 году Малкмус сказал своим товарищам по группе, что не хочет продолжать. Во время заключительного концерта турне в Brixton Academy (Лондон, 20 ноября 1999 года) Малкмус пристегнул пару наручников к своей микрофонной стойке и обратился к публике со словами: «Они символизируют, каково это — быть в группе все эти годы». Примерно две недели спустя представитель их звукозаписывающей компании сообщил NME, что Pavement «ушли на пенсию, и не вернуться в обозримом будущем».
В 2017 году Малкмус описал Terror Twilight как «перепродюсированный альбом классического рока за 100 000 долларов. С такими деньжищами хочешь не хочешь запишешь что-то стоящее. Однако, некоторые песни, были не так хороши, как могли бы». В ответ на это Годрич написал в Твиттере: «Я буквально спал на полу у друга в Нью-Йорке, чтобы записать этот альбом». Добавив: «Возможно, присутствовали какие-то подковёрные интриги, как и в любой группе, но Стивен навсегда стал моим другом… Возможно предпосылки к распаду были ещё до моего прихода, но я не думаю, что я имел к этому какое-то отношение».
8 апреля 2022 года Pavement выпустили переиздание альбома в виде сборника под названием Terror Twilight: Farewell Horizontal, включающего 28 ранее неиздававшихся песен. В виниловом издании использовался порядок треков первоначально предложенный Годричем.

## Список композиций
Слова и музыка всех песен — написаны Стивеном Малкмусом.
| №                   | Название               | Длительность |
| ------------------- | ---------------------- | ------------ |
| 1.                  | «Spit on a Stranger»   | 3:04         |
| 2.                  | «Folk Jam»             | 3:34         |
| 3.                  | «You Are a Light»      | 3:54         |
| 4.                  | «Cream of Gold»        | 3:47         |
| 5.                  | «Major Leagues»        | 3:24         |
| 6.                  | «Platform Blues»       | 4:42         |
| 7.                  | «Ann Don't Cry»        | 4:09         |
| 8.                  | «Billie»               | 3:44         |
| 9.                  | «Speak, See, Remember» | 4:19         |
| 10.                 | «The Hexx»             | 5:39         |
| 11.                 | «Carrot Rope»          | 3:52         |
| Общая длительность: | Общая длительность:    | 44:08        |

## Участники записи
- Стивен Малкмус — ведущий вокал, гитара
- Боб Настанович[англ.] — перкуссия, клавишные
- Скотт Каннберг[англ.] — гитара, вокал
- Стив Уэст[англ.] — ударные, перкуссия
- Марк Айболд[англ.] — бас
- Доминик Меркотт — ударные в «Major Leagues» и «Carrot Rope»[1]
- Джонни Гринвуд — губная гармоника в «Platform Blues» и «Billie»[1]
- Продюсировал и микшировал Найджел Годрич[1]

## Чарты
| Чарт (1999)                      | Высшая позиция |
| -------------------------------- | -------------- |
| Australian Albums (ARIA)         | 63             |
| Германия (Offizielle Top 100)    | 63             |
| Новая Зеландия (RMNZ)            | 24             |
| Норвегия (VG-lista)              | 20             |
| Великобритания (UK Albums Chart) | 19             |
| США (Billboard 200)              | 95             |